# 锡里阿科
锡里阿科是巴西南大河州的一个市镇。总面积273.872平方公里，总人口4945人，人口密度18.1人/平方公里。